# Nikos Tsoumanīs
Nikos Tsoumanīs (in greco Νίκος Τσουμάνης?; Igoumenitsa, 8 giugno 1990 – Kalamaria, 5 ottobre 2021) è stato un calciatore greco, di ruolo difensore.

## Biografia
Tsoumanis è stato ritrovato morto all'interno della propria automobile il 5 ottobre 2021, dentro un parcheggio di Kalamaria: il giocatore aveva una corda al collo e le mani erano legate da quattro fascette.

## Carriera

### Club
Tsoumanis è cresciuto nelle giovanili dello Skoda Xanthī. Nel 2009 è stato ceduto al Makedonikos, per cui ha militato per una stagione, prima di fare ritorno allo Skoda Xanthī.
Ha esordito in squadra il 5 dicembre 2010, schierato titolare nella vittoria casalinga per 1-0 sull'Olympiakos Volos. Il 22 aprile 2012 ha realizzato il primo gol nella massima divisione locale, nel 4-2 inflitto all'Ergotelīs.
Nell'estate 2012 è passato al Kerkyra, per cui ha giocato la prima partita il 26 agosto, nella sconfitta casalinga per 0-2 subita contro l'Atromītos. L'anno seguente si è accordato con l'Arīs Salonicco: ha debuttato con questa maglia nella partita persa per 2-1 in casa dell'Apollōn Smyrnīs. Il 1º dicembre 2013 ha segnato il primo gol, nel 2-2 contro il Panthrakikos.
In vista della stagione successiva, Tsoumanis si è accordato proprio con il Panthrakikos. Il 23 agosto 2014 ha quindi esordito in squadra, nella sconfitta per 2-1 subita in casa del Kerkyra. Il 30 novembre ha segnato la prima rete, nella sconfitta per 3-2 contro il PAOK.
Il 9 luglio 2015 ha firmato un contratto annuale con il Veria. Il 29 agosto successivo ha giocato l'unica partita in squadra, in occasione del successo per 0-2 sul campo del Panthrakikos. Nel mese di settembre ha infatti fatto ritorno all'Arīs Salonicco, dove è rimasto per un triennio.
Nella parte conclusiva della carriera, ha vestito le maglie di Apollōn Pontou, Triglia e Makedonikos.

### Nazionale
Tsoumanis ha giocato 2 partite per la Grecia under 21: ha esordito il 9 febbraio 2011, subentrando a Giōrgos Katsikas nella sfida amichevole contro la Germania, terminata 0-0.